# Dialysis sinensis
Dialysis sinensis är en tvåvingeart som beskrevs av Yang och Akira Nagatomi 1994. Dialysis sinensis ingår i släktet Dialysis och familjen vedflugor. Inga underarter finns listade i Catalogue of Life.